# Горбацевич, Прасковья Даниловна
Прасковья Даниловна Горбацевич (10.03.1919 — 09.10.1999) — главный врач участковой больницы, Барановичский район Брестской области, Герой Социалистического Труда.

## Биография
Родилась 10 марта 1919 года в деревне Кальчицы Слуцкого района Минской области. Белоруска. После окончания средней школы поступила в Минский медицинский институт. Окончила только 4 курса, учёбу прервала война. Вернулась в родные края.
В июле 1943 года была принята в партизанский отряд имени Кирова бригады имени Фрунзе, действовавший на территории Слуцкого района. В январе 1944 года была направлена в отряд имени Рокоссовского, где возглавила санитарную службу.
После освобождения Белоруссии в 1944 году вернулась в свой институт, который успешно закончила в 1945 году. Работала заведующей Леснянской участковой больницы Барановичского района Брестской области, а с 1947 года — главным врачом Новомышской больницы этого же района.
Указом Президиума Верховного Совета СССР от 4 февраля 1969 года за большие заслуги в области охраны здоровья советского народа Горбацевич Прасковье Даниловнае присвоено звание Героя Социалистического Труда с вручением ордена Ленина и золотой медалью «Серп и Молот».
Жила в селе Новая Мышь. Скончалась 9 октября 1999 года.
Награды
Награждена орденом Ленина, орденами Отечественной войны I и II степеней, медалями. Заслуженный врач Белорусской ССР.